# Espectrometría de emisión óptica por descarga luminiscente

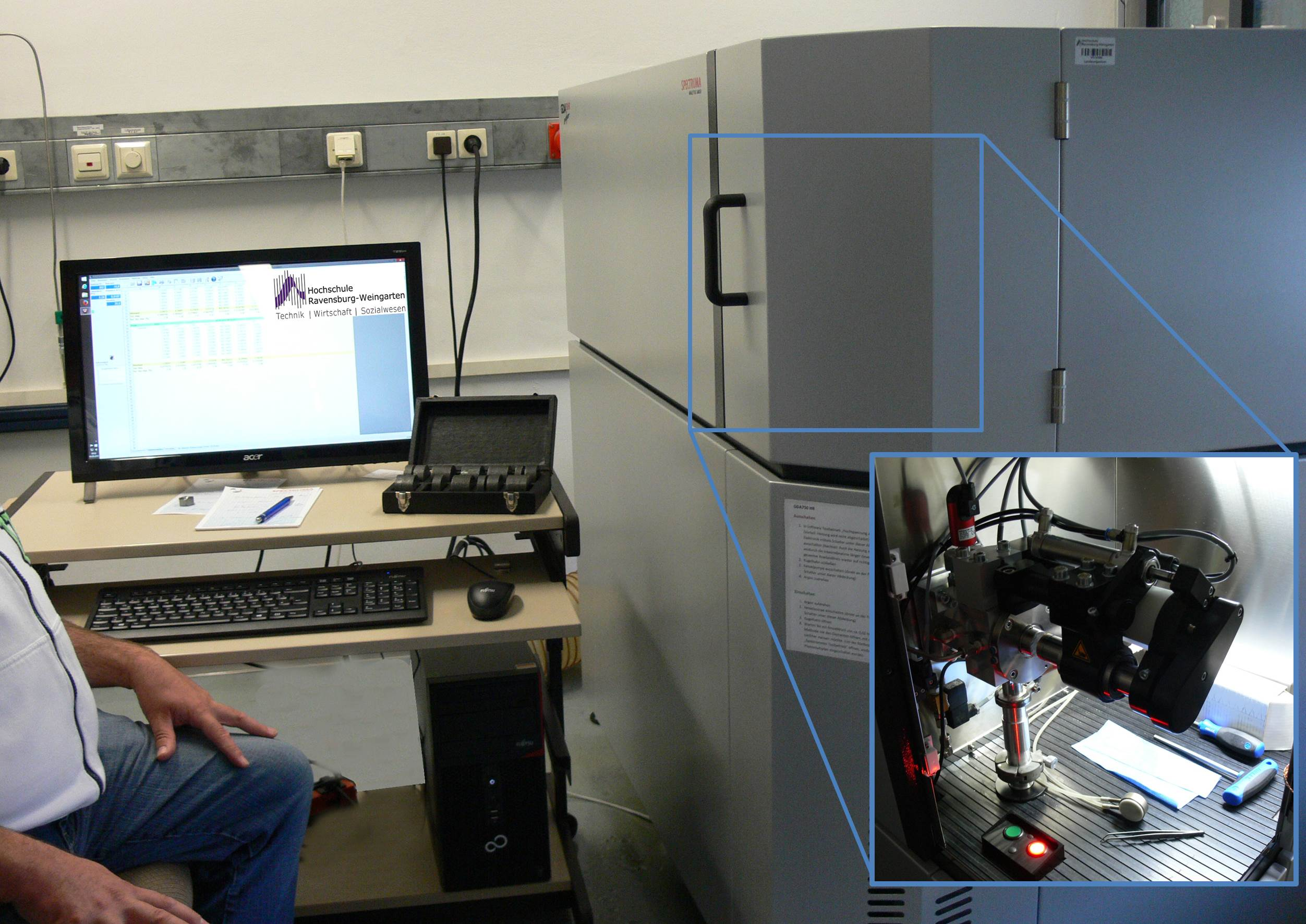
GDOES en la Universidad de Ciencia Aplicadas de Ravensburg-Weingarten

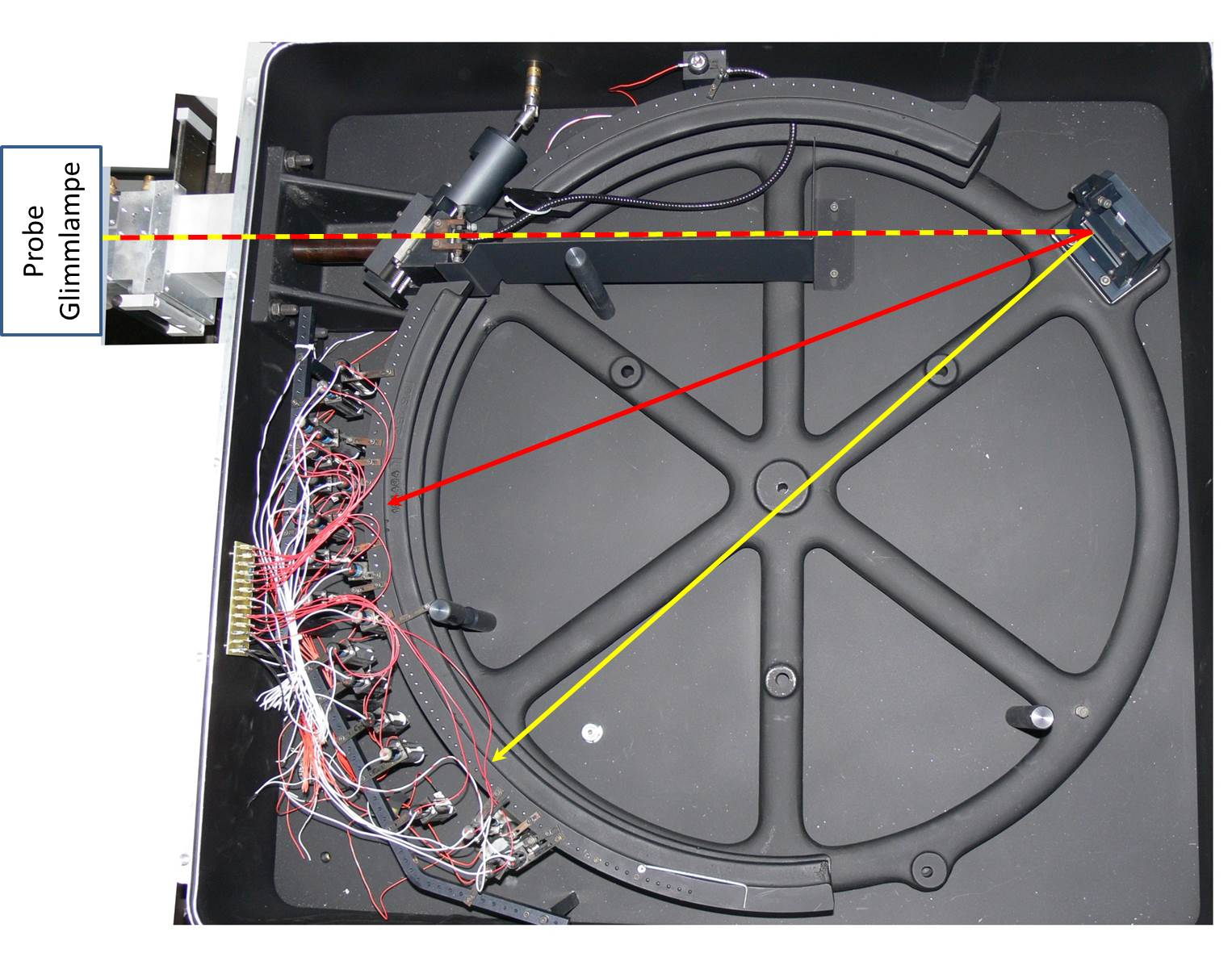
Arriba a la izquierda: Fuente de la descarga luminiscente; Derecha: Un círculo de Rowland en un foto-espectrómetro.

La espectrometría de emisión óptica por descarga luminiscente (Conocido también como "GDOES" por sus siglas en inglés de "Glow-discharge optical emission spectroscopy")  es un método de espectroscopia para el análisis cuantitativo de metales y otros sólidos no metálicos. La idea fue publicada y patentado en 1968 por Werner Grimm en la ciudad de Hanau, Alemania.
La espectroscopia atómica normal puede utilizarse para determinar los elementos que componen solo la superficie de un material, pero no se puede determinar su estructura laminar o más profunda.  En cambio, la espectroscopia GDOES gradualmente remueve material de la superficie del material, revelando la estructura más profunda del mismo.  
La espectroscopia GDOES  puede ser utilizada para la determinación cuantitativa y cualitativa de elementos y es por tanto un método de química analítica. Cabe notar que esta técnica se utiliza para el análisis elemental de muestras y no es posible utilizarlo para análisis molecular.

## Proceso
Las muestras metálicas se utilizan como cátodo en un plasma de corriente continua. La descarga va removiendo las capas de material superficial de la muestra. El átomo removido atraviesa el plasma por difusión. Se emiten pulsaciones de fotones excitados, los cuales tienen longitudes de onda características que son leídas en el espectrómetro y posteriormente se cuantifican.
Es posible analizar muestras de naturaleza no metálica utilizando voltaje alterno de alta frecuencia para la generación del plasma y la construcción correspondiente de la descarga luminiscente.
Se utilizan varios instrumentos como sensores. Fotomultiplicadores se utilizan para detectar los rastros más pequeños de elementos y también concentraciones altas. Mediante dispositivos de carga acoplada, un espectro de elemento completo puede ser medido si se cuenta con el grosor de capa apropiado.

## Aplicaciones
Espectroscopia GDOES es un método frecuentemente utilizado para la caracterización de aceros, metales en general y barnices.